# Albana
Albana – imię żeńskie pochodzenia łacińskiego, żeński odpowiednik imienia Alban. Wywodzi się od nazwiska rzymskiej rodziny Albanus oznaczającego "pochodzący z Alby".
Albana imieniny obchodzi 22 czerwca.